# Aymar de la Baume Pluvinel

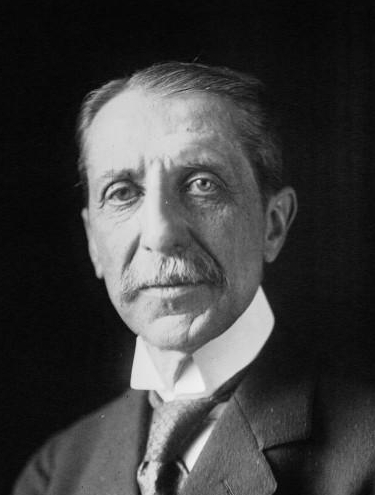
Aymar de La Baume Pluvinel.

Aymar Eugène de La Baume Pluvinel, född den 6 november 1860 i Marcoussis, död den 18 juli 1938 i Vic-sur-Cère, var en fransk astronom.
de la Baume Pluvinel var professor vid École supérieure d'optique och ledamot av Académie des sciences (från den 28 november 1932). År 1909 förfärdigade han tillsammans med sin assistent Fernand Baldet de första högupplösande fotografierna av Mars yta med hjälp av ett nytt teleskop på Pic du Midi de Bigorre. de la Baume Pluvinel tilldelades Janssenmedaljen 1902, Valzpriset 1909 och Jules Janssens pris 1923.